# На Равида
«На Рави́да» (лат. Ad Ravidum) — условное название стихотворения римского поэта Гая Валерия Катулла, включённого в состав посмертного сборника («Книги Катулла Веронского») под номером 40. В нём автор обращается к своему сопернику в любовных делах, угрожая прославить его хулительными стихами. По интонации и стилю стихотворение близко к № 15 («К Аврелию»), в связи с чем исследователи полагают, что объект соперничества — не женщина, а мальчик по имени Ювенций.
В других источниках Равид не упоминается, и больше о нём ничего не известно.